# Подвин-при-Ползелі
Подвин-при-Ползелі (словен. Podvin pri Polzeli) — поселення в общині Ползела, Савинський регіон, Словенія. Висота над рівнем моря: 399,7 м.